# Boonville (Caroline du Nord)
Pour les articles homonymes, voir Boonville.
Boonville est une ville du comté de Yadkin dans l'état de Caroline du Nord aux États-Unis. En 2010, sa population était 1 222 habitants.

## Démographie
| 1880 | 1900 | 1910 | 1920 | 1930 | 1940 |
| ---- | ---- | ---- | ---- | ---- | ---- |
| 46   | 183  | 282  | 162  | 394  | 405  |

| 1950 | 1960 | 1970 | 1980  | 1990  | 2000  |
| ---- | ---- | ---- | ----- | ----- | ----- |
| 502  | 539  | 687  | 1 028 | 1 009 | 1 138 |

| 2010  | - | - | - | - | - |
| ----- | - | - | - | - | - |
| 1 222 | - | - | - | - | - |